# Araguaimujo (Venezuela)
Pour les articles homonymes, voir Araguaimujo.
Araguaimujo, ou Misíon Araguaimujo, est la capitale de la paroisse civile de Santos de Abelgas de la municipalité d'Antonio Díaz dans l'État de Delta Amacuro, au Venezuela. Elle ne doit pas être confondue avec le caño Araguaimujo, qui est l'un des défluents de l'Orénoque dans la paroisse civile voisine de Manuel Renaud.

## Géographie
La localité est située dans le delta de l'Orénoque sur la rive sud du caño Yaguarimabo, l'un de ses nombreux défluents.